# 弥生台駅
弥生台駅（やよいだいえき）は、神奈川県横浜市泉区弥生台にある、相模鉄道相鉄いずみ野線の駅である。駅番号はSO33。副駅名は「国際親善総合病院」。

## 歴史
- 1976年（昭和51年）4月8日：開業。
- 1998年（平成10年）9月30日：全面改良。
- 1999年（平成11年）2月27日：快速の運転が開始、停車駅となる[2]。
- 2019年（令和元年）11月30日：JR線との相互直通運転開始に伴うダイヤ改正で新たに通勤急行の運転が開始され停車駅となる。同時に導入された通勤特急は通過駅となる。
- 2023年（令和5年）
  - 1月22日：ホームドア（可動式ホーム柵）の使用を開始[3]。
  - 7月1日：副駅名称「国際親善総合病院」を導入[1]。

旧表示で中田町の富士見ヶ丘町内の北のはずれから古くから「馬の背」といわれた尾根のみちを行くと岡津町の西側に出たが、そこを大規模に造成してその一部が駅となっている。駅開業で地形が完全に変わった典型である。

### 駅名の由来
駅周辺の開発時に弥生時代の土器が出土したことによる。なお、計画時の仮称は「新橋町」であった。

## 駅構造
相対式ホーム2面2線を持つ地上駅で橋上駅舎を有する。ホームの両サイドには桜の木が植えられている。時期になると隣接する公園に花見をする人の姿が見られる。

### ギャラリー

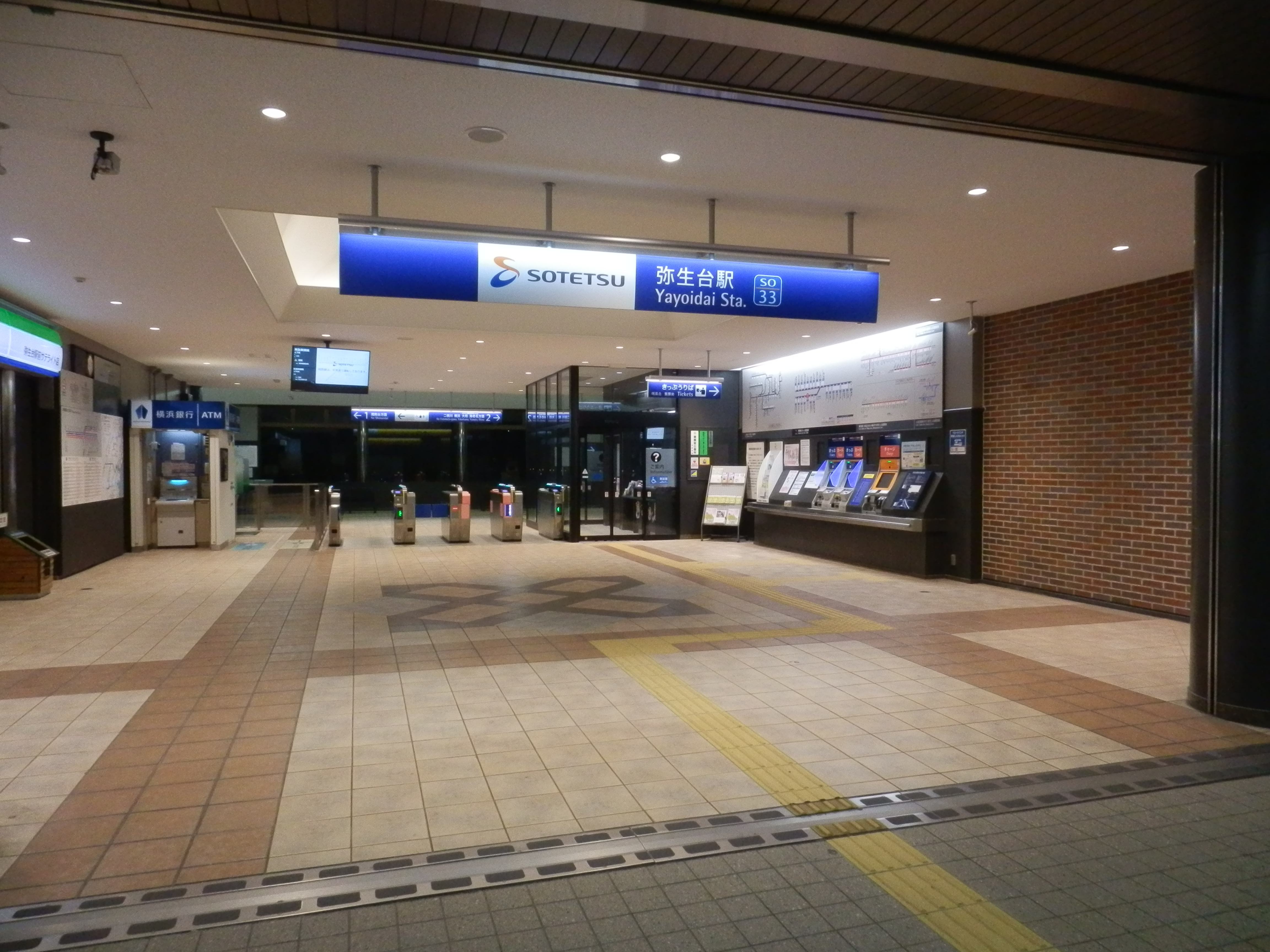
改札（2018年11月）
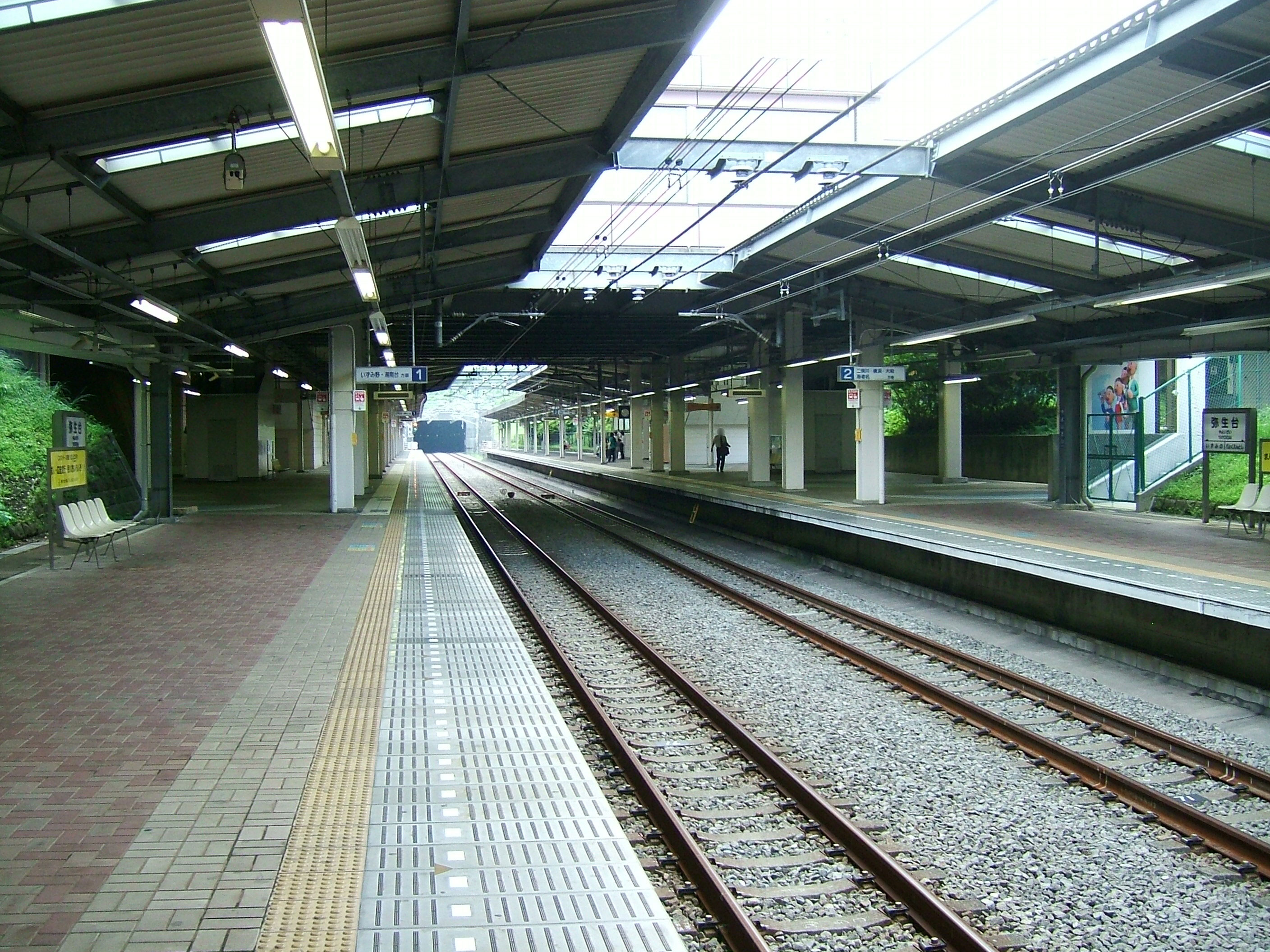
プラットホーム（2008年9月）
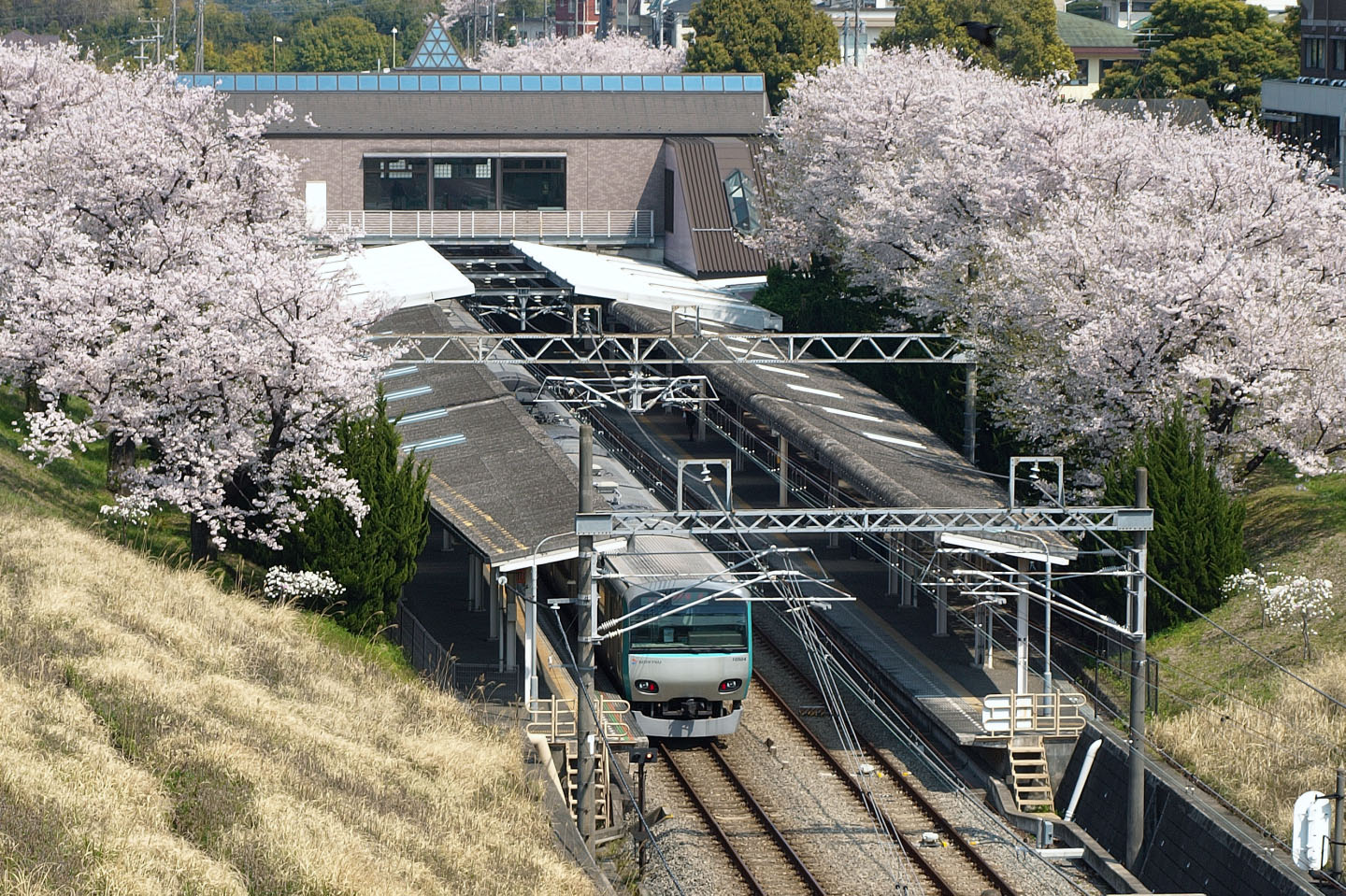
桜の季節（2009年4月）
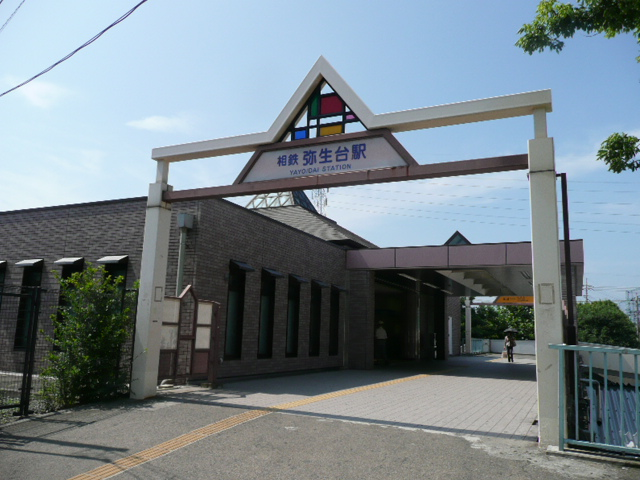
リニューアル前の南口（2007年8月）

### のりば
| 番線 | 路線           | 方向 | 行先                                             |
| ---- | -------------- | ---- | ------------------------------------------------ |
| 1    | 相鉄いずみ野線 | 下り | 湘南台方面                                       |
| 2    | 相鉄いずみ野線 | 上り | 横浜・海老名（二俣川のりかえ）・羽沢横浜国大方面 |

## 利用状況
2024年度の1日平均乗降人員は14,426人である。相鉄線全27駅中第23位。
泉区からの利用者のほかに瀬谷区阿久和南、同区阿久和東、旭区善部町からの利用者もある。特急・通勤特急停車駅のいずみ野駅よりも利用客が多い。
近年の1日平均乗降・乗車人員推移は下記の通り。
| 年度               | 1日平均 乗降人員 | 1日平均 乗車人員 | 出典                |
| ------------------ | ---------------- | ---------------- | ------------------- |
| 1980年（昭和55年） |                  | 1,195            | [ 横浜市統計書 1 ]  |
| 1981年（昭和56年） |                  | 1,397            | [ 横浜市統計書 1 ]  |
| 1982年（昭和57年） |                  | 2,047            | [ 横浜市統計書 1 ]  |
| 1983年（昭和58年） |                  | 2,683            | [ 横浜市統計書 1 ]  |
| 1984年（昭和59年） |                  | 3,411            | [ 横浜市統計書 1 ]  |
| 1985年（昭和60年） |                  | 3,896            | [ 横浜市統計書 1 ]  |
| 1986年（昭和61年） |                  | 4,477            | [ 横浜市統計書 1 ]  |
| 1987年（昭和62年） |                  | 4,751            | [ 横浜市統計書 1 ]  |
| 1988年（昭和63年） |                  | 5,367            | [ 横浜市統計書 1 ]  |
| 1989年（平成元年） |                  | 6,030            | [ 横浜市統計書 1 ]  |
| 1990年（平成02年） |                  | 6,934            | [ 横浜市統計書 1 ]  |
| 1991年（平成03年） |                  | 7,511            | [ 横浜市統計書 1 ]  |
| 1992年（平成04年） |                  | 7,882            | [ 横浜市統計書 1 ]  |
| 1993年（平成05年） |                  | 8,342            | [ 横浜市統計書 1 ]  |
| 1994年（平成06年） |                  | 8,630            | [ 横浜市統計書 1 ]  |
| 1995年（平成07年） |                  | 9,129            | [ 横浜市統計書 1 ]  |
| 1996年（平成08年） |                  | 9,332            | [ 横浜市統計書 1 ]  |
| 1997年（平成09年） |                  | 9,353            | [ 横浜市統計書 1 ]  |
| 1998年（平成10年） |                  | 9,334            | [ 横浜市統計書 1 ]  |
| 1999年（平成11年） | 18,067           | 9,157            | [ 神奈川県統計 1 ]  |
| 2000年（平成12年） | 17,281           | 8,742            | [ 神奈川県統計 1 ]  |
| 2001年（平成13年） | 17,009           | 8,577            | [ 神奈川県統計 2 ]  |
| 2002年（平成14年） | 16,542           | 8,316            | [ 神奈川県統計 3 ]  |
| 2003年（平成15年） | 16,385           | 8,217            | [ 神奈川県統計 4 ]  |
| 2004年（平成16年） | 16,446           | 8,286            | [ 神奈川県統計 5 ]  |
| 2005年（平成17年） | 16,628           | 8,402            | [ 神奈川県統計 6 ]  |
| 2006年（平成18年） | 16,746           | 8,472            | [ 神奈川県統計 7 ]  |
| 2007年（平成19年） | 16,894           | 8,518            | [ 神奈川県統計 8 ]  |
| 2008年（平成20年） | 16,878           | 8,513            | [ 神奈川県統計 9 ]  |
| 2009年（平成21年） | 16,622           | 8,375            | [ 神奈川県統計 10 ] |
| 2010年（平成22年） | 16,448           | 8,283            | [ 神奈川県統計 11 ] |
| 2011年（平成23年） | 16,032           | 8,062            | [ 神奈川県統計 12 ] |
| 2012年（平成24年） | 15,938           | 8,005            | [ 神奈川県統計 13 ] |
| 2013年（平成25年） | 15,903           | 7,997            | [ 神奈川県統計 14 ] |
| 2014年（平成26年） | 15,377           | 7,707            | [ 神奈川県統計 15 ] |
| 2015年（平成27年） | 15,457           | 7,758            | [ 神奈川県統計 16 ] |
| 2016年（平成28年） | 15,201           | 7,630            | [ 神奈川県統計 17 ] |
| 2017年（平成29年） | 15,048           | 7,541            | [ 神奈川県統計 18 ] |
| 2018年（平成30年） | 15,123           | 7,577            | [ 神奈川県統計 19 ] |
| 2019年（令和元年） | 15,055           | 7,573            | [ 神奈川県統計 20 ] |
| 2020年（令和02年） | 11,751           | 5,904            | [ 神奈川県統計 21 ] |
| 2021年（令和03年） | 12,490           | 6,267            | [ 神奈川県統計 22 ] |
| 2022年（令和04年） | 13,365           | 6,688            | [ 神奈川県統計 23 ] |
| 2023年（令和05年） | 14,121           |                  |                     |
| 2024年（令和06年） | 14,426           |                  |                     |

## 駅周辺

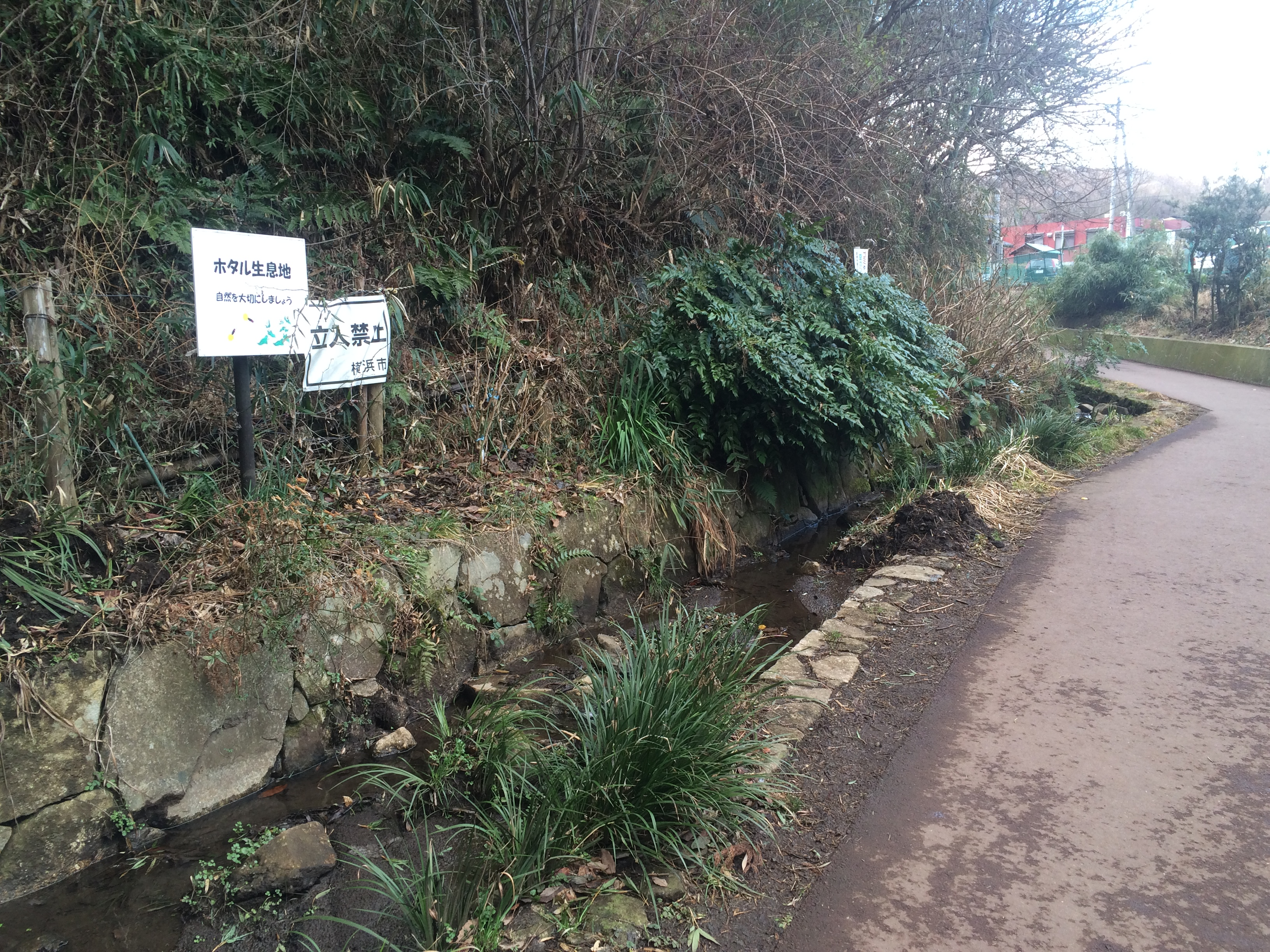
亀谷戸のせせらぎ水辺
（2015年2月）

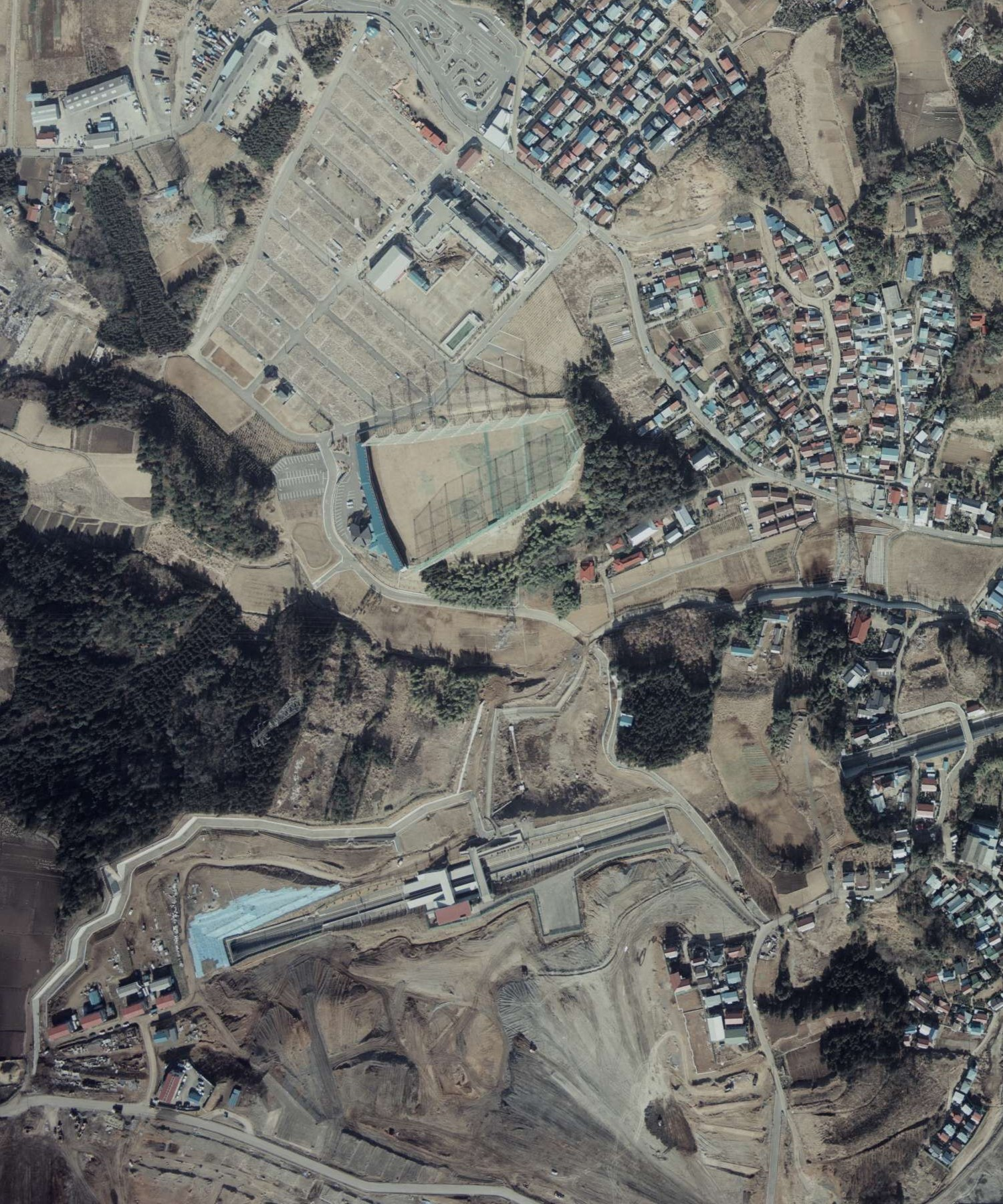
弥生台駅付近空中写真（1978年1月撮影 国土画像情報オルソ化空中写真（国土交通省）より）

駅の南側は徒歩10分圏内に国際親善総合病院（急性期病院）があり、また駅前から同病院のある県道218号沿いにかけて様々な商店が立ち並んでいるが、対照的に北側は目前に森が広がり、住宅などはあるものの商店はほとんど見られない。
駅北側の森は横浜市によって市民の森に指定されており、「新橋市民の森」として2015年1月に開園している。また、この森の近くを流れる小川に沿って遊歩道「亀谷戸（かめやと）のせせらぎ水辺」（新橋町小川アメニティ）が整備されている。小川にはホタルやサワガニ、トンボなどが生息していて、6月頃になると遊歩道からホタルの鑑賞ができる。一方、小川の付近において墓地の建設計画が持ち上がったため、自然環境が破壊されるとして「弥生台のせせらぎとホタルを守る会」などにより反対運動も起きている。

### 駅周辺再開発
相鉄いずみ野線沿線は「環境未来都市」における横浜市のモデル地区にも指定されており、また相鉄グループでは同沿線を「ガーデンシティゾーン」とし地域活性化（沿線価値向上）に努めている。その一環として、同グループの成長戦略ロードマップ「Vision 100」でも掲げられている「いずみ野線沿線駅前街区リノベーション計画」が進められており、いずみ野駅・南万騎が原駅周辺の再開発に続いて当駅周辺（南側）でも再開発が計画されている。
計画では既存の施設に代わる新たな商業施設と住宅などを整備するほか、国際親善総合病院が近距離にあることから医療的なサポートやヘルスケアの機能も持たせる方針としている。再開発に先立ち、「やよい台ショッピングプラザ」が一部店舗を除き2016年9月30日に営業終了（そうてつローゼンと歯科医院のみ、新規施設開業直前まで営業を継続）となり、翌10月より建物の解体工事が開始された。その後、跡地では新規施設「相鉄ライフ やよい台」が約1年後の2017年10月24日に開業しており、さらに2018年7月11日には第2期として駅前別棟も開業している。
相鉄ライフ やよい台

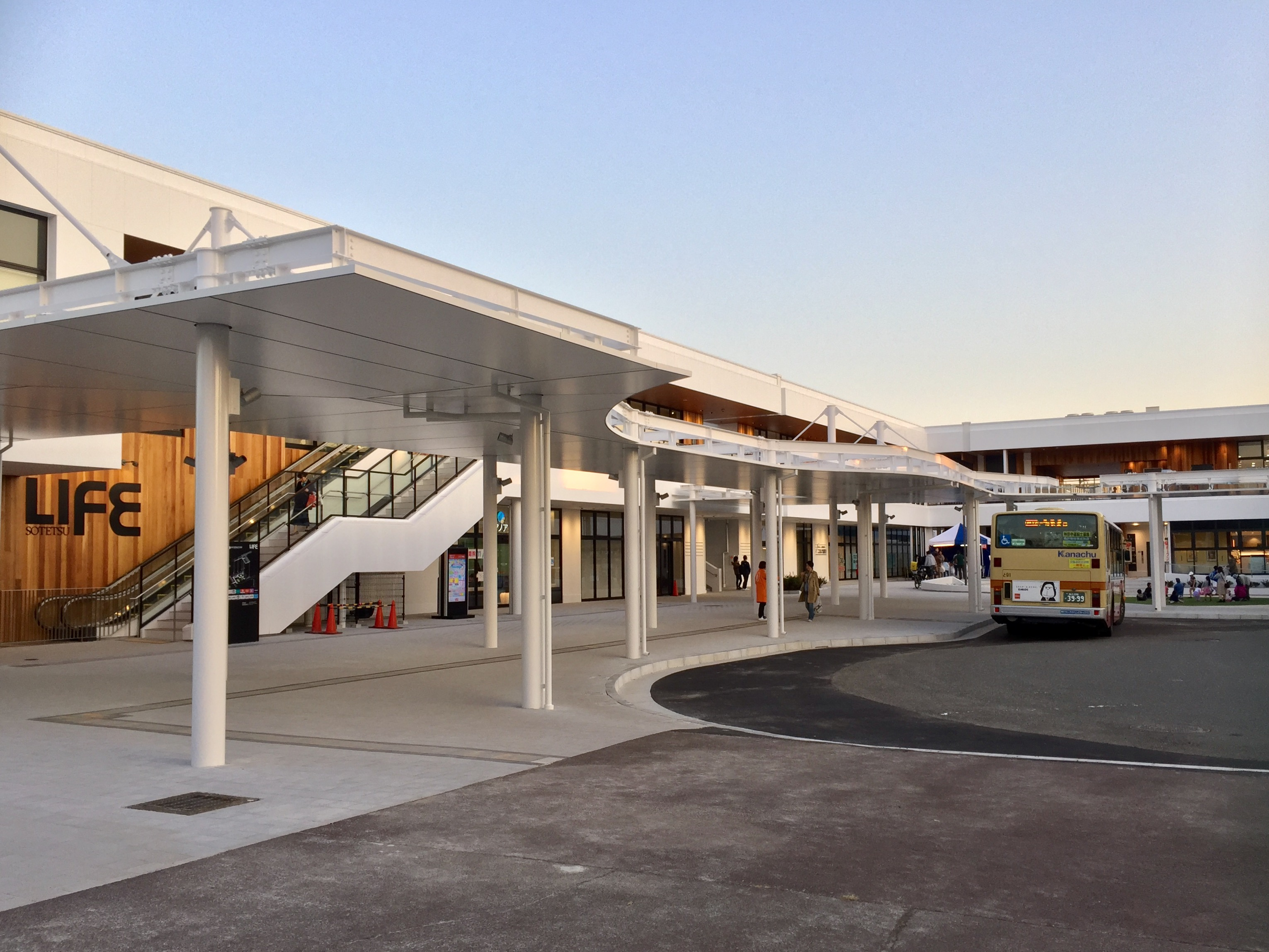
相鉄ライフ やよい台の建物（2017年10月）
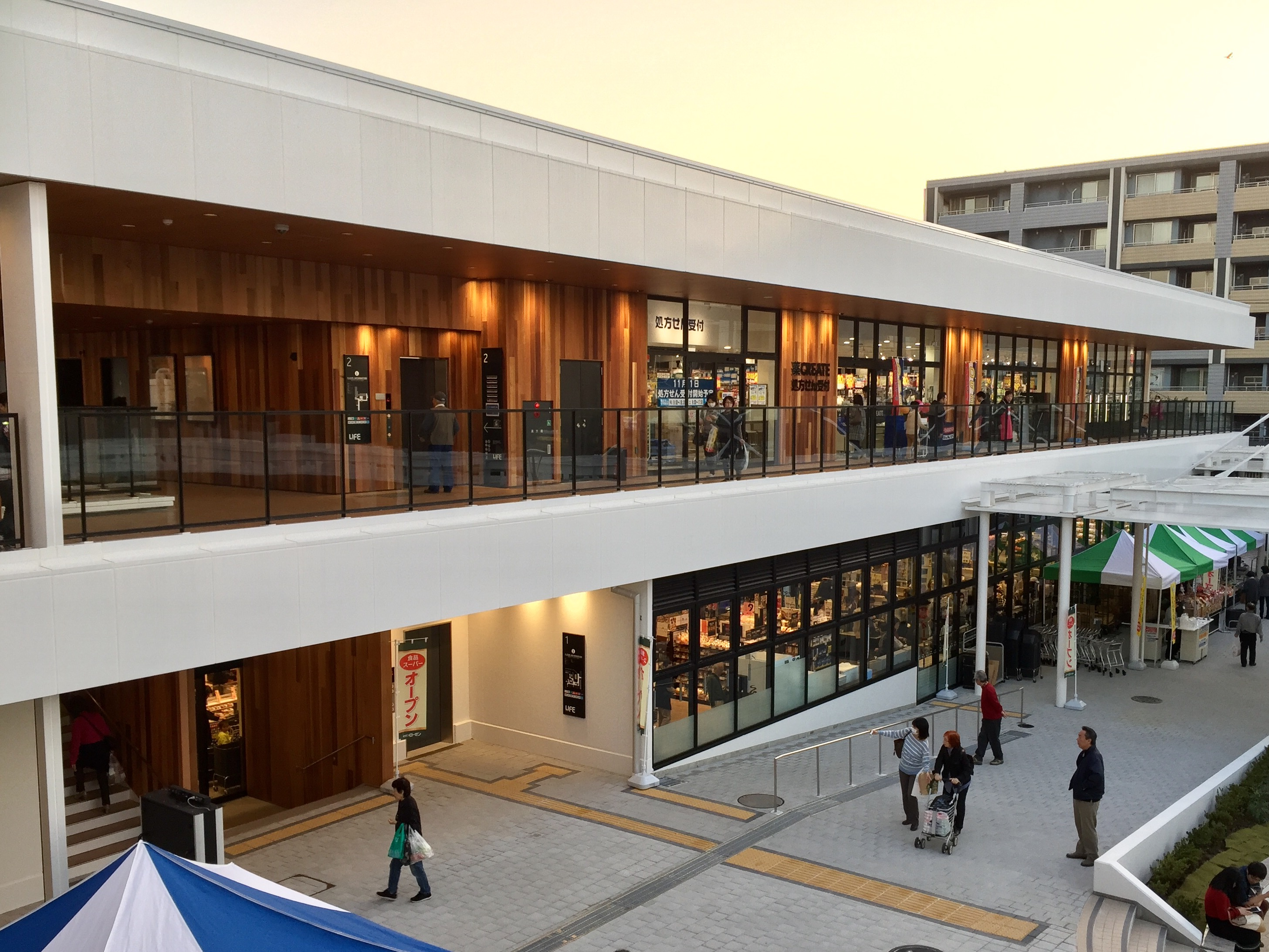
建物1階部分にそうてつローゼンが移転オープン（2017年10月）
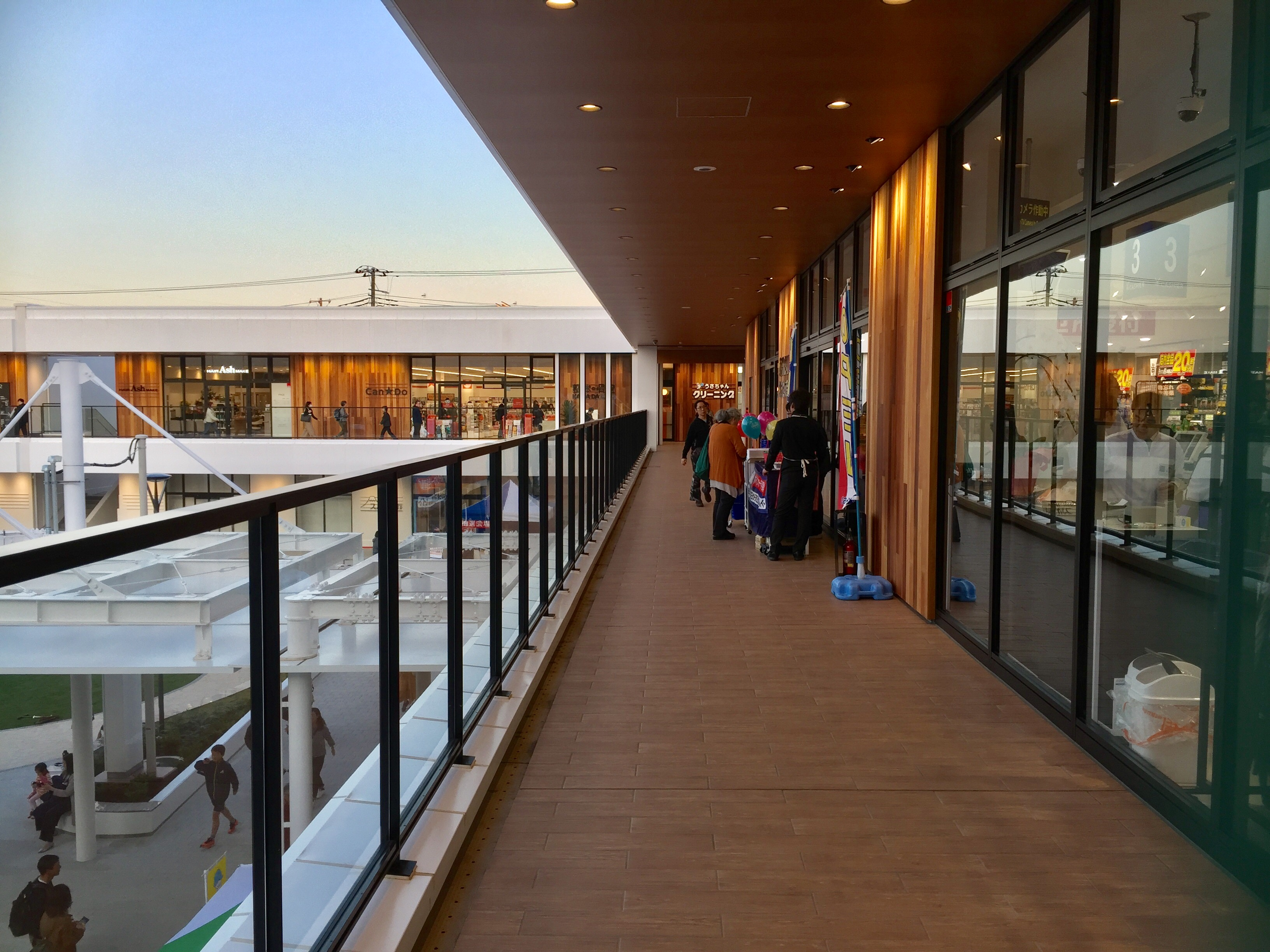
建物2階部分の通路（2017年10月）

旧やよい台ショッピングプラザ（※ 現在は閉鎖・撤去済み）

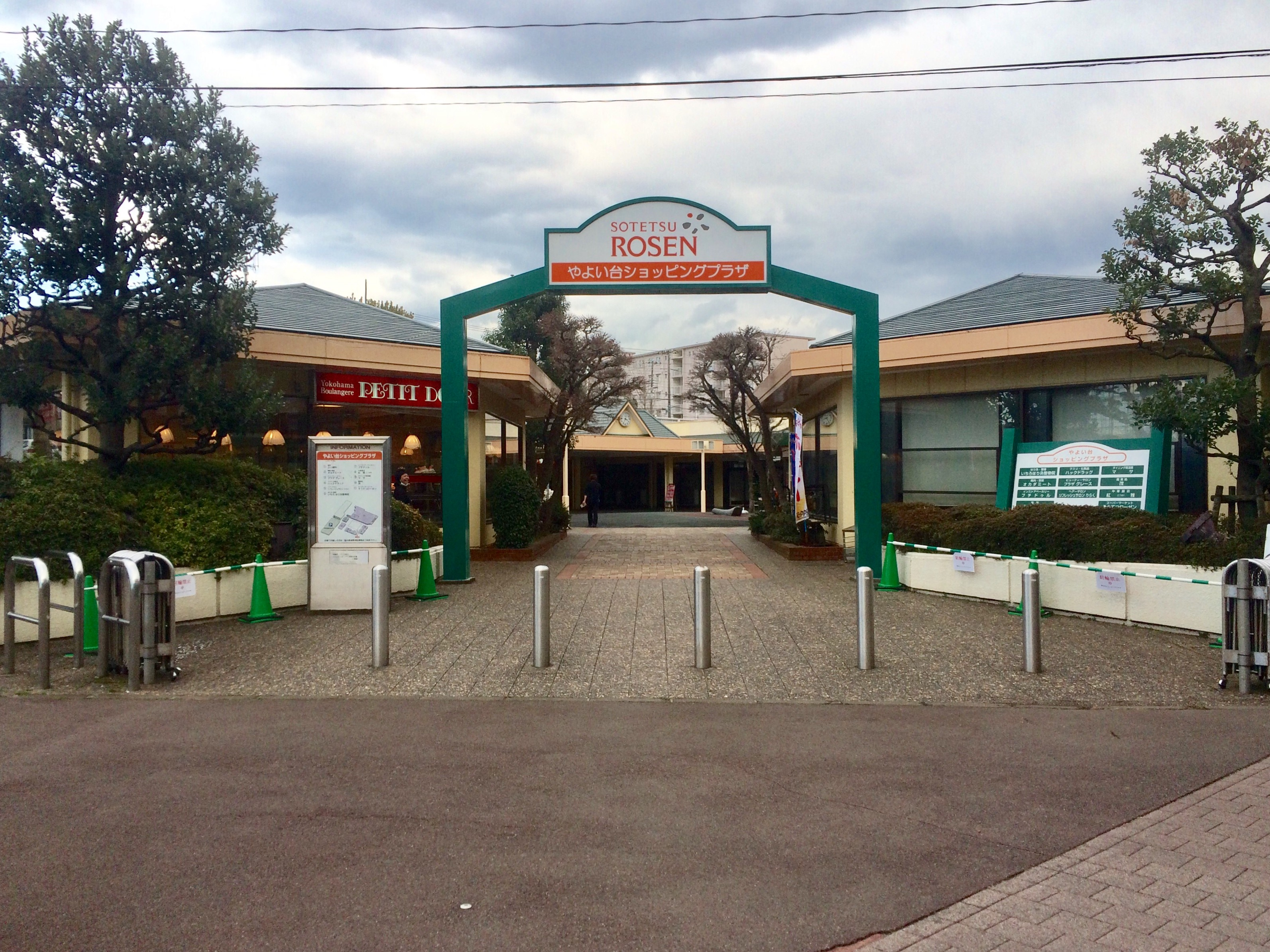
旧やよい台ショッピングプラザの入り口（2015年2月）
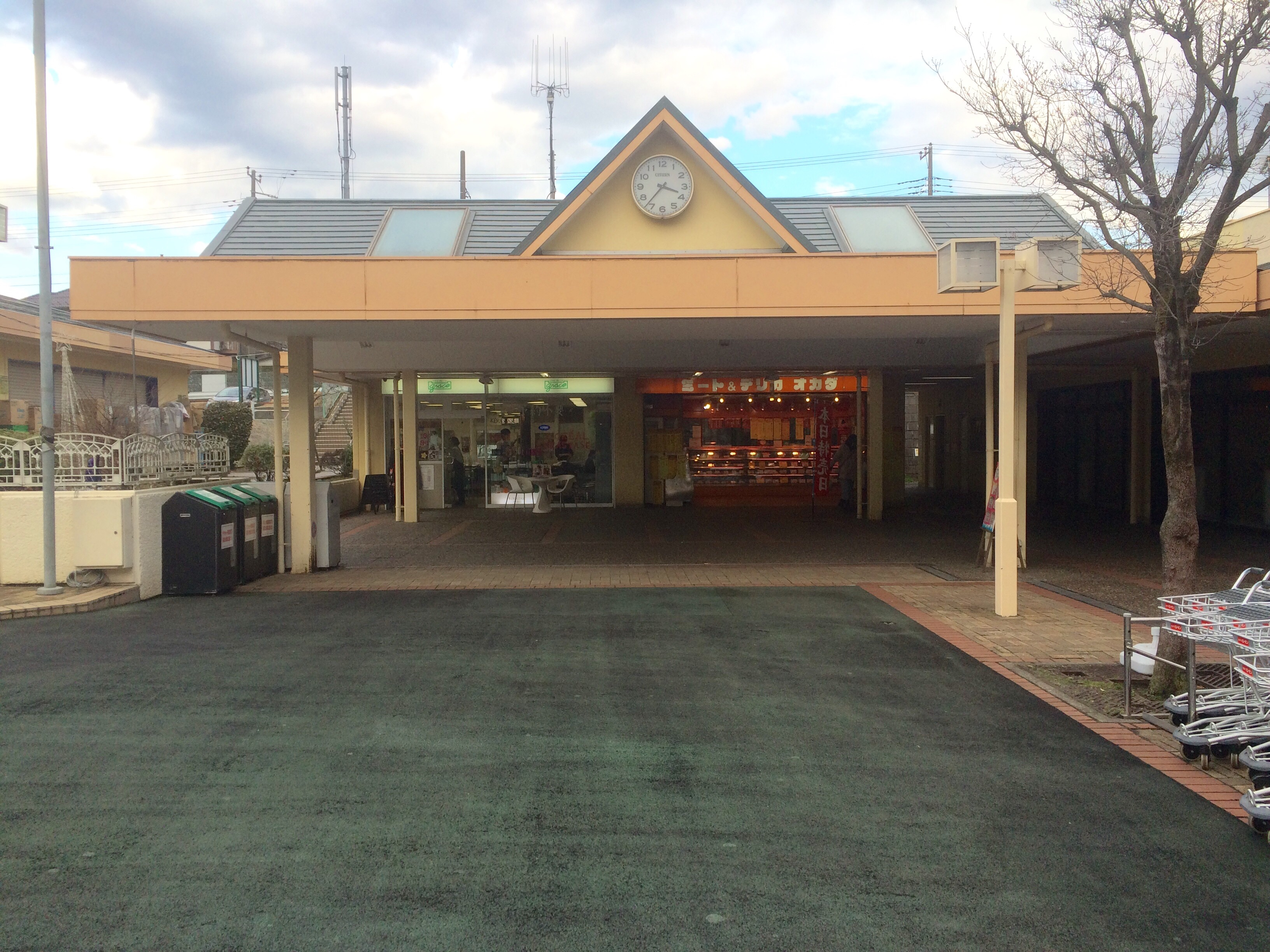
旧やよい台ショッピングプラザの建物（2015年2月）
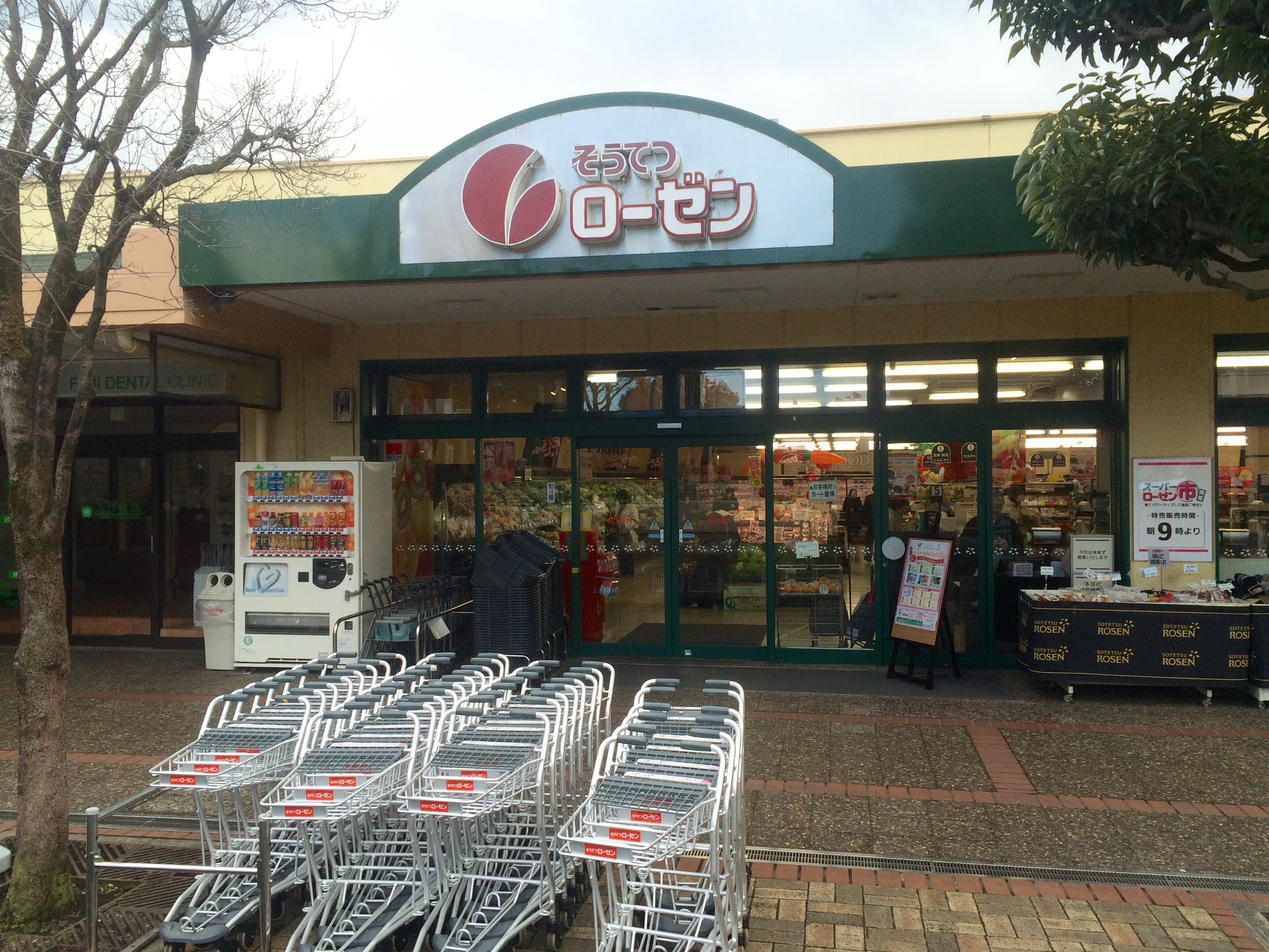
旧やよい台ショッピングプラザ内のそうてつローゼン（2015年2月）

### 主な周辺施設

#### 南口
- 駅前商店
  - 相鉄ライフ やよい台[注 2] - 店舗などの詳細は「公式サイト」を参照[24]。
    - そうてつローゼン 弥生台駅前店[注 3]
    - クリエイトエス・ディー 相鉄ライフやよい台店
    - Can★Do 相鉄ライフやよい台店
    - スターバックスコーヒー  TSUTAYA BOOKSTORE 弥生台店
    - しんぜんクリニック[注 4]
    - スルガ銀行 横浜弥生台支店
    - 蒼 -aoi-[注 5][25]
    - 駅前別棟[注 6]
      - ハースブラウン 弥生台店（ベーカリー・カフェ）

  - 神奈川銀行 弥生台支店
- 県道218号沿い
  - 弥生台駅前郵便局
  - 国際親善総合病院（急性期病院）
  - いなげや 横浜西が岡店

#### 北口
- 新橋市民の森/亀谷戸のせせらぎ水辺（新橋町小川アメニティ）
- 鳩の森愛の詩保育園
- やよい台幼稚園
- 横浜市立新橋小学校
- 横浜ゴルフプラザ
- スウィング・テニス・スタジオ
- 弥生の杜（霊園）
- 戸塚自動車学校
- みなみ幼稚園（瀬谷区）
- 相沢良牧場（瀬谷区）
- Fit Care DEPOT阿久和南店（瀬谷区）

## バス路線
最寄りの停留所は、駅南側のロータリーにある「弥生台駅」となる。以下の路線が乗り入れ、全系統が神奈川中央交通により運行されている。
| 系統 | 経由                   | 行先             |
| ---- | ---------------------- | ---------------- |
| 弥01 | 西田橋・みやこガーデン | 緑園都市駅       |
| 戸12 | 西田橋・下岡津         | 戸塚駅東口       |
| 戸39 | 白百合台団地・下岡津   | 戸塚駅東口       |
| 戸79 | 戸塚斎場前（急行）     | 戸塚バスセンター |
| 東23 | 白百合台団地・さかえ橋 | 東戸塚駅東口     |

この他、緑園地区を循環し、緑園都市駅〜弥生台駅間を結ぶ実証実験路線（神奈中による）が2016年2月1日〜4月30日まで開設されていた。なお、前述のロータリーにはタクシー乗り場もあるが、一般車両は進入禁止となっている。

## その他

### 昇降バー式ホームドアの試験導入
国土交通省が進めているホームドア設置促進の一環として、2013年10月27日、当駅の1番線ホーム横浜方に1両分の昇降バー式ホームドア（高見沢サイバネティックス製）を設置し、今後の実用化に向けた現地試験（実証実験）が約1年間の予定で開始された。相鉄では11000系とそれ以外の形式で乗務員室直後の扉の位置が違うことから通常のホームドアを設置できないため、これに対応しコスト低減を兼ね備えたホームドアの安全性や有効性などが検証された。なお、バーの昇降については当初自動ではなく車掌が手動（ボタン操作）で行なっていたが、その後自動となっている。
このホームドアは現地試験の期間が終了したことにより当駅から既に撤去されているが、同型のホームドアはJR東日本の拝島駅に2015年3月より試験導入された。

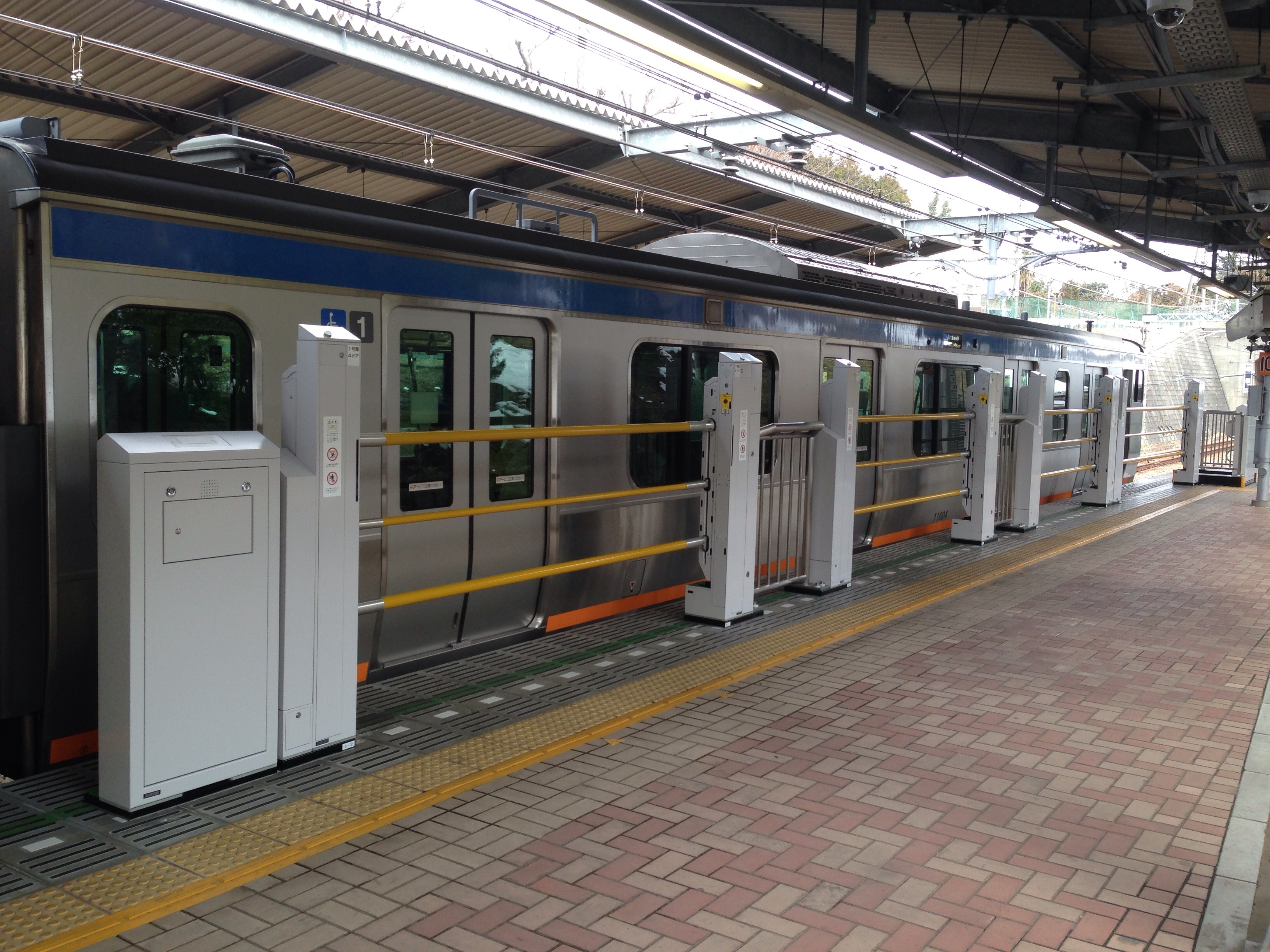
ホームドアのバー下降時
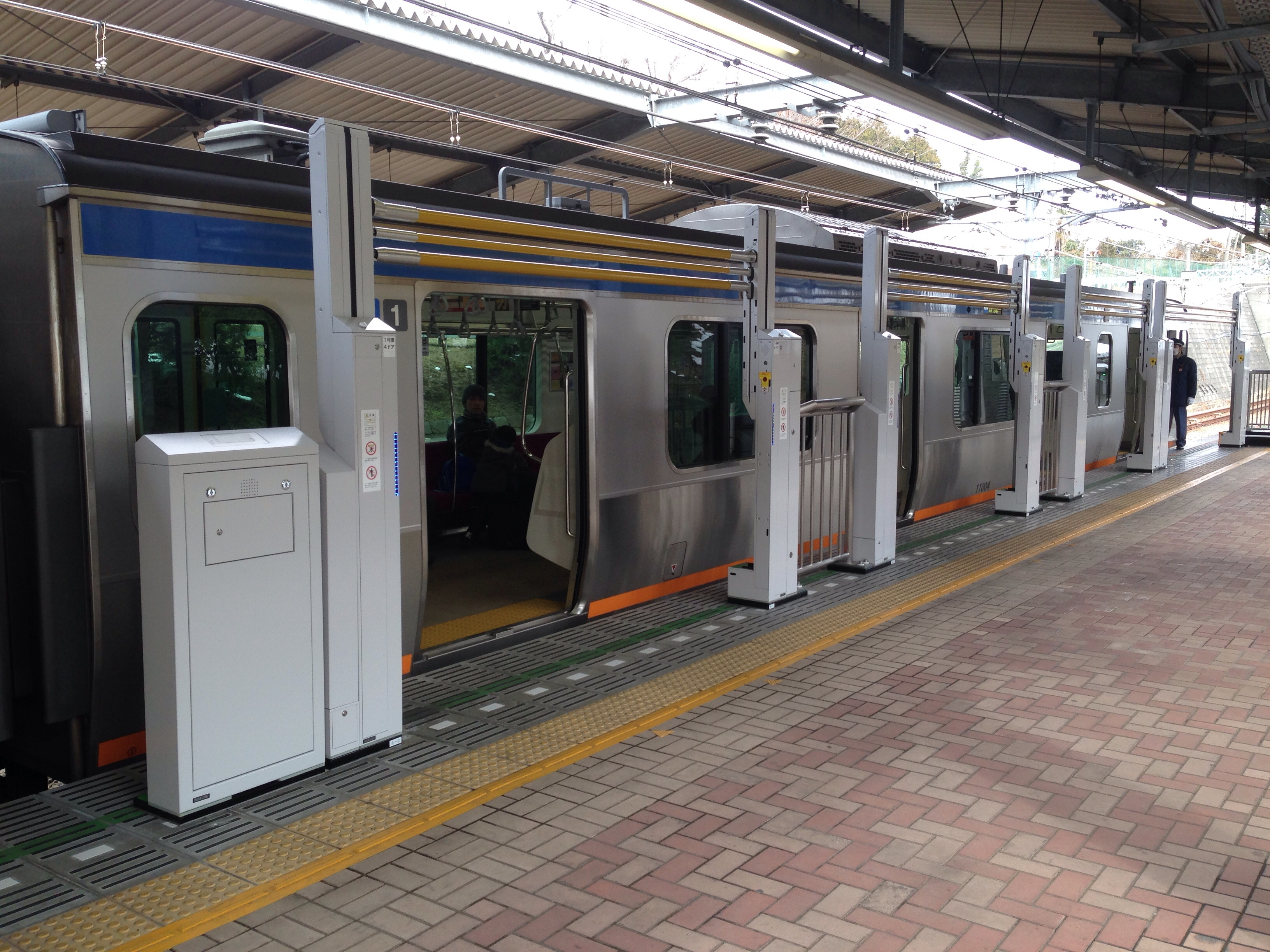
ホームドアのバー上昇時

## 隣の駅
相模鉄道
 相鉄いずみ野線
■特急・■通勤特急（平日上りのみ運転）
通過
■通勤急行（平日上りのみ運転）・■快速・■各駅停車
緑園都市駅 (SO32) - 弥生台駅 (SO33) - いずみ野駅 (SO34)